# Афелинусы
Афели́нусы (лат. Aphelinus) — род паразитических наездников надсемейства хальцид. Длина тела составляет от 0,5 до 1,5 мм. Тело сплошь чёрное или с жёлтым рисунком. Всего описано около 50 видов. Некоторые виды эффективные паразиты тлей, напр. Aphelinus certus паразитирует на Aphis glycines и на ячменной тле (Diuraphis noxia). Интродуцированный из Северной Америки вид Aphelinus mali используется в биологической борьбе с вредителем яблони — кровяной тлёй (Eriosoma lanigerum).